# MULTOS
MULTOS （マルトス）は、マルチアプリケーション（Multi-Application）プラットフォームのICカード用組み込みオペレーティングシステム（OS）であり、単一OSとしては世界で最も発行数が多い。
1枚のICチップ上に複数の汎用アプリケーションを同時に、かつ完全に独立した状態で搭載することができ、カード発行後でも自由にこれを追加したり削除することができる。

## 概要
MULTOS OSを使用したICカードは、2009年3月末時点の発行枚数が世界で1億3000万枚を超え、単一OSによる発行数としては世界一を誇る。様々な国の政府系の身分証（ID証）や電子パスポート、金融・決済分野のキャッシュカードやクレジットカード、交通分野の電子チケットやトークンとして利用されている。日本国内では、住基カード（住民基本台帳カード）や生体認証の指静脈アプリを搭載する大手都銀や地銀のキャッシュカード等で広く使われている。

## 歴史と背景
英国ナショナル・ウエストミンスター銀行とモンデックス・インターナショナル社が1990年に開発した電子マネーMondexを搭載するICカード用OSとして開発されているため、当初からセキュリティに重点が置かれている。チップ製造からパーソナライズ、廃棄までのカードライフサイクルの仕様が規定により統一されており、この発行スキーム全体で高いセキュリティ基準をクリアしている。
その後、1998年にはMULTOSに関する技術の仕様規定や開発を行うために英国マスターカード社やKeycorp社等、10数社が出資し、MULTOSコンソーシアムとMAOSCO社を組織した。現在も継続してMULTOSのライセンス管理や組織運営を行っており、これには世界最大手のカードメーカージェムアルト（Gemalto）社をはじめ、大日本印刷、日立製作所など多数のICカード関係者が参加している。

## 特長

### 高いセキュリティ
歴史と背景でも述べた通り、もともと電子マネーを搭載し安全に流通させることを目的として開発されているため、他のICカード用OSと比較して高度なセキュリティを保っている点が第一の特長として挙げられる。欧州のセキュリティ評価機関ITSEC（Information Technology Security Evaluation Criteria：情報技術保全性評価基準） においては民事用途で最高レベルのE6Highを取得しており、国際標準規格であるコモンクライテリア（Common Criteria）は、EAL4+を取得している。
MULTOSでは、セキュリティを高く保つ方法として、カード発行者に対して1つのICチップにつき1枚の暗号化された証明書を発行しており、この証明書を発行し管理している鍵管理局（KMA：key Management Authority）は英国と日本国内にある。

### オープン仕様（汎用性）
汎用OSであるMULTOSは、発行スキームを通じて統一された規定があるため、様々なチップベンダーから提供される異なるバージョンのチップであっても、同じアプリケーションを搭載することができる。つまり、一度開発したアプリケーションは再利用して使い続けることができる。この特長によって、カードベンダーもカード発行者も、他のOSのようなサプライチェーンの縛りを受けることがなく（マルチベンダー）、無駄に在庫を抱えたり再開発や再認定などのコスト負担も必要なく、経済的で優れた特長と言える。

### マルチアプリケーション
MULTOS OSはチップ上に複数のアプリケーションを搭載することができ、それぞれのアプリケーション間は強力なファイアウォールで仕切られているため、相互干渉できないようになっている。これにより、カード発行者は、様々な開発者や提供者から入手した異なるアプリケーションを、1枚のカード上で同時に共存させ、安全に運用することができる。
MULTOSアプリには次のようなものがある。
- 住基アプリ
- 全銀協ICキャッシュアプリ
- 生体認証アプリ（指静脈/手のひら/指紋認証）
- クレジットアプリ（Master Card/JCB/VISA）
- 社員証アプリ
- PKIアプリ
- ポイントアプリ

### ポストイシュアンス/即時発行（支店内発行）
カード発行者はカード発行後でもインターネット等の汎用ネットワークを利用して安全にアプリケーションの追加や削除を行えるので、バージョンアップやアプリケーション追加のための再発行などの様々な不都合を、MULTSO OSを選択することにより予め回避することができる。また、この特長によって、MULTOS OSを利用したICカードでは、常に最新のアプリケーションを搭載したカードを利用者に提供できる。これらの特長を最大限に生かした「即時発行」や「支店内発行」のシステムを導入すれば、カード発行者はカード発送費用が削減でき、その場で発行したICカードを利用者へ提供できる。

### 環境負荷を軽減
前述してきた他の全ての特長（セキュリティの高さ、オープン仕様、マルチアプリ、ポストイシュアンス）により、MULTOSは、どのカードよりも環境負荷を軽減する「エコスキーム」を実現させることができる。「エコスキーム」とはつまり、カード1枚のライフサイクルを長くすることにより、結果としてカード発行（再発行）時に発生する温暖化ガスも諸経費もそのまま削減されることを言っている。MULTOSカードは「環境にやさしいICカード」と位置づけることができよう。

## 発行事例

### 金融系
日本国内の大手銀行、都市銀行、地方銀行、信用金庫、信用組合をはじめ、世界各国の金融機関で、指静脈などの生体認証を搭載するなどのよりセキュリティの高いキャッシュカードやクレジットカードとして利用されている。
- 日本 大手銀行、都銀、地銀、信金、クレジット各社など　全60以上の金融機関で採用
- フランス クレディミチュエル銀行 Crédit mutuel
- ブラジル バンリスル銀行 Banrisul
- 韓国 国民銀行 (韓国)
- スロベニア コペール銀行

### ID系
世界中でID証などとして利用されているが、日本国内では、以下の項目で紹介する住民基本台帳カードの他、公共機関や地方自治体の職員証および企業の社員証などとしても広く利用されている。

#### 住基カード
2003年から交付が始まった日本の住基カード（住民基本台帳カード）では、全体の約3割がMULTOSカードで発行されている。

#### 香港 ID証/電子パスポート
香港では、2003年から人口約700万人の全市民にID証が発行され、現在も利用されている。また、通勤や通学等で1日に25万人もの人々が行き来する中国と香港間のスムーズな出入国管理のために、生体認証アプリを搭載した電子パスポートも活躍している。

#### トルコ軍 兵士用ID証
2005年にトルコ軍の兵士とその家族の身分を保証するID証が配布され、現在も利用されている。これは、軍事エリアへの通行パスやオンライン上の本人確認のためのアクセスパスとしてだけでなく、保険証や決済機能なども備えている。

### 交通・ショッピング系

#### 台湾 電子マネーカード
2005年、台湾第二の都市である高雄市では、スマートカード交通プロジェクトにおいてMULTOSを採用し、市内の電車やバス等公共交通機関において1枚で乗降できる非接触型ICカードを発行した。このカードにはマスターカード社のPayPassアプリも搭載されており、1枚のカードで交通運賃だけでなく小売店での小額決済もできるようになっている。

#### ノルウェー 国営ロト
ノルウェーでは、2003年に郵便局と国営ロト企業が共同でMULTOSベースのICカードを導入した。これはウェブサイトで購入したロトくじの決済と賞金の受け取りを郵便局口座を使って安全かつ簡単に行えるシステムで、ノルウェーの全世帯向けに配布されている。また、身分証としての役割も果たしており、住所変更や書留、宅配等の郵便局のサービスもこのカード1枚でカバーされている。